# Metaxya
Metaxya ist die einzige Gattung der Pflanzenfamilie Metaxyaceae innerhalb der Echten Farne (Polypodiopsida). Diese Familie gehört nach ihrer verwandtschaftlichen Stellung zwar zur Ordnung der Baumfarne (Cyatheales), ihre Arten bilden jedoch keinen Stamm aus.

## Beschreibung
Metaxya-Arten wachsen als ausdauernde krautige Pflanzen. Das Rhizom ist kurz kriechend bis aufsteigend und dorsiventral. Es besitzt eine Solenostele, an der Spitze sitzen mehrzellige Haare. Der Blattstiel besitzt ein im Querschnitt Omega-förmiges, gewelltes Leitbündel. Die Blattspreiten sind einfach gefiedert. Die Nerven endigen frei, sind einfach oder an der Basis gegabelt und dann annähernd parallel.
Die Sori stehen an der Blattunterseite, sind rund und einigen undeutlichen Reihen angeordnet, häufig stehen mehrere Sori an einem Nerv. Indusien fehlen. Die Sporangien reifen gleichzeitig. Der Sporangienstiel ist vierreihig. Der Anulus steht waagrecht und ist leicht undurchsichtig. Pro Sporangium werden 64 Sporen gebildet, diese sind kugelig und trilet (dreiteilige Narbe).
Die Chromosomengrundzahl beträgt x = 95 oder 96.

## Systematik und Verbreitung
Die Gattung Metaxya wurde durch Karel Bořivoj Presl aufgestellt. Typusart ist Metaxya rostrata (Kunth) C.Presl.
Die Arten der Gattung Metaxya gedeihen terrestrisch in der Neotropis.
Die Gattung Metaxya enthält etwa sechs Arten:
- Metaxya contamanensis Tuomisto & G.G.Cárdenas: Sie kommt in Peru und in Bolivien vor.
- Metaxya elongata Tuomisto & G.G.Cárdenas: Sie kommt in Belize, Guatemala, Honduras, Costa Rica, Panama, Kolumbien und Venezuela vor.
- Metaxya lanosa A.R.Sm. & Tuomisto: Sie kommt in Kolumbien, Venezuela, Guayana, Brasilien und Peru vor.[1]
- Metaxya parkeri (Hook. & Grev.) J.Sm.: Sie kommt in Kolumbien, Ecuador, Guayana, Suriname, Französisch-Guayana, Venezuela, Brasilien, Bolivien, Peru, auf Guadeloupe und Trinidad vor.[1]
- Metaxya rostrata (Kunth) C.Presl: Sie kommt in Kolumbien, Venezuela, Brasilien und Peru vor.[1]
- Metaxya scalaris Tuomisto & G.G.Cárdenas: Sie kommt in Guayana, Suriname, Französisch-Guayana, Venezuela und Brasilien vor.[1]